# Miami Manatees (Eishockey)
Die Miami Manatees waren eine US-amerikanische Eishockeymannschaft aus Miami, Florida. Das Team spielte in der Saison 2003/04 in der World Hockey Association 2. 

## Geschichte
Die Mannschaft wurde 2003 als Franchise der erstmals ausgetragenen World Hockey Association 2 gegründet. Die Mannschaft wurde nach den Rundschwanzseekühen (engl. manatees) benannt. Eins dieser Exemplare wurde auch für das offizielle Clublogo verwendet. In ihrer einzigen Spielzeit belegten die Manatees, die vom ehemaligen kanadischen NHL-Spieler Zac Boyer trainiert wurde, den fünften Platz der WHA2 nach der regulären Saison. Dieser hätte eigentlich nicht zum Erreichen der Playoffs gereicht. Da die Manatees jedoch nur einen Zuschauerschnitt von weniger als 1.500 pro Spiel aufwiesen und die Miami Arena mit einer Kapazität von 14.696 Zuschauern als Spielstätte hohe Verluste verursachte, beschloss Teameigentümer David Waronker eine Ausstiegsklausel zu nutzen und das Team in das nahegelegene Maitland umzusiedeln. Dies stieß bei den Spielern jedoch auf Widerstand, sodass man beschloss nur noch Auswärtsspiele zu bestreiten. Daraufhin verließen einige Spieler das Franchise. Mit einem verkürzten Spielplan von schließlich 48 Spielen wiesen die Manatees jedoch einen besseren Punkteschnitt auf, als die vor ihnen liegenden Orlando Seals und erreichten doch noch die Playoffs. In diesen unterlagen sie dem späteren Meister Jacksonville Barracudas mit 1:2 Siegen in der Best-of-Three-Serie, wobei das entscheidende Tor in Spiel drei erst in der Verlängerung fiel. 
Als die World Hockey Association 2 schon nach einem Jahr wieder aufgelöst wurde, stellten auch die Manatees endgültig den Spielbetrieb ein.           

## Saisonstatistik
Abkürzungen: GP = Spiele, W = Siege, L = Niederlagen, T = Unentschieden, OTL = Niederlagen nach Overtime SOL = Niederlagen nach Shootout, Pts = Punkte, GF = Erzielte Tore, GA = Gegentore, PIM = Strafminuten
| Saison  | GP | W  | L  | T | OTL | SOL | Pts | GF  | GA  | Platz    | Playoffs                       |
| 2003/04 | 48 | 24 | 19 | — | 4   | 1   | 53  | 215 | 213 | 5., WHA2 | Niederlage in der ersten Runde |

## Team-Rekorde

### Karriererekorde
Spiele: 46  Darren Cain,  Liam McCarthy
Tore: 29  Oak Hewer
Assists: 47  Kevin Swider
Punkte: 74  Oak Hewer
Strafminuten: 143  Darcy Johnson

## Bekannte Spieler
- Josh Liebenow